# Посад (Лодейнопольский район)
Посад — деревня в Доможировском сельском поселении Лодейнопольского района Ленинградской области.

## История

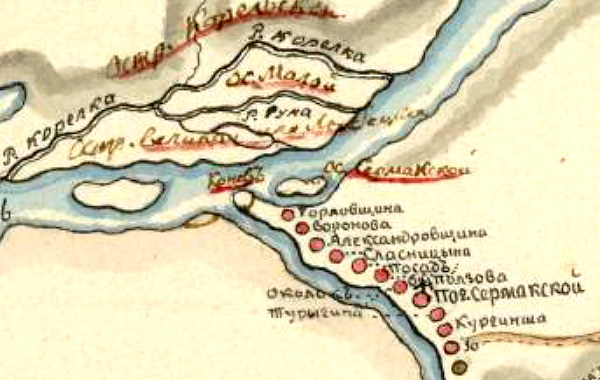
Деревня Посад на плане западной части Лодейнопольского уезда. 1818 год

На картах Санкт-Петербургской губернии Ф. Ф. Шуберта 1834 и 1844 годов упоминается деревня Посад, состоящая из 10 крестьянских дворов.

ПОСАД — деревня при реке Ояти при впадении в реку Свирь, число дворов — 36, число жителей: 85 м. п., 89 ж. п.  (1879 год)

Сборник Центрального статистического комитета описывал её так:

ПОСАД — деревня бывшая государственная при реке Ояти, дворов — 35, жителей — 172; 2 лавки. (1885 год)

Деревня относилась к Каномской волости Лодейнопольского уезда Олонецкой губернии.

ПОСАД — деревня при реке Ояти, население крестьянское: домов — 34, семей — 34, мужчин — 69, женщин — 96, всего — 165; некрестьянское: домов — 3, семей — 3, мужчин — 5, женщин — 5; лошадей — 17, коров — 27, прочего — 26. (1905 год)

В конце XIX — начале XX века деревня административно относилась к Заостровской волости 1-го стана Лодейнопольского уезда Олонецкой губернии.
С 1917 по 1922 год деревня входила в состав Сермакского сельсовета Заостровской волости Лодейнопольского уезда Олонецкой губернии.
С 1922 года в составе Ленинградской губернии.
С февраля 1927 года в составе Луначарской волости. С августа 1927 года в составе Пашского района. В 1927 году население деревни составляло 146 человек.
Согласно карте Ленинградской области Северо-западного аэрогеодезического треста ГГУ издания 1932 года деревня насчитывала 21 крестьянский двор.
По данным 1933 года деревня Посад входила в состав Сермакского сельсовета Пашского района.

Деревня Посад на карте РККА 1940 года

На карте РККА 1940 года деревня Посад обозначена как безымянный населённый пункт к северо-западу от деревни Околок.
С 1954 года в составе Доможировского сельсовета.
С 1955 года в составе Новоладожского района.
В 1958 году население деревни составляло 44 человека.
С 1963 года в составе Волховского района.
По данным 1966 и 1973 годов деревня Посад также входила в состав Доможировского сельсовета Волховского района.
По данным 1990 года деревня Посад входила в состав Доможировского сельсовета Лодейнопольского района.
В 1997 году в деревне Посад Доможировской волости проживали 16 человек, в 2002 году — 19 человек (все русские).
С 1 января 2006 года в составе Вахновакарского сельского поселения.
В 2007 году в деревне Посад Вахновокарского СП проживали 13 человек, в 2010 году — 6.
С 2012 года в составе Доможировского сельского поселения.

## География
Деревня расположена в западной части района к северо-западу от автодороги Р21 (E 105) «Кола» (Санкт-Петербург — Петрозаводск — Мурманск).
Расстояние до административного центра поселения — 3,5 км.
Расстояние до ближайшей железнодорожной станции Оять-Волховстроевский — 7 км.
Деревня находится на правом берегу реки Оять.

## Демография
| 1879 | 1885 | 1905 | 1927 | 1958 | 1997 | 2007 |
| ---- | ---- | ---- | ---- | ---- | ---- | ---- |
| 174  | ↘172 | ↗175 | ↘146 | ↘44  | ↘16  | ↘13  |
| 2010 | 2014 | 2017 |      |      |      |      |
| ↘6   | ↗9   | →9   |      |      |      |      |

### Национальный состав
Согласно данным Всероссийской переписи населения 2021 года в деревне проживали 12 человек, все русские.

## Инфраструктура
По данным администрации Доможировского сельского поселения:
- на 1 января 2014 года в деревне было зарегистрировано 3 домохозяйства и 12 жителей[21].
- на 1 января 2021 года в деревне было зарегистрировано 2 домохозяйства и 9 жителей[22].